# Sahul
 Sahul , també anomenat  continent australià , és una regió geogràfica situada al continent Oceania, conformada per Austràlia, Tasmània, Nova Guinea i diverses illes adjacents com les illes Aru i les Raja Ampat. Tot i que Austràlia està separada de Papua Nova Guinea per l'estret de Torres i de Tasmània pel de Bass, aquestes tres masses de terra són les parts emergides de la mateixa plataforma continental i estan molt relacionades des dels punts de vista biològic, geològic i antropològic.
Les illes de Nova Zelanda no són considerades part de Sahul, però sí part de Australàsia per a altres propòsits vinculats amb la biogeografia.

## Ús del terme

### Plataforma continental Sahul
La història del terme es remunta al segle xvii en què figurava en mapes holandesos com  Sahull  o  Sahoel , per referir-se als bancs d'arena entre Austràlia i Timor. La plataforma continental va ser establerta el 1845 amb el nom de  Gran Banc Australià  per  GW Earl  que va notar que hi havia cangurs tant a Austràlia com a Nova Guinea i les illes Aru. El 1919 el terme Sahul va ser recuperat pel geòleg holandès Molengraaff.

### Continent Sahul
A la història geològica de la Terra, s'anomena  continent Sahul la continuïtat terrestre d'Austràlia, Tasmània i Nova Guinea, ja que estaven units per les terres emergides durant el Plistocè. (vegeu la seqüència d'imatges  Arxivat 2017-07-26 a Wayback Machine.) Abans de 1970 s'anomenava  Australàsia , en els 70  Gran Austràlia  i finalment el 1975 es va estendre el nom  Sahul  tant per a la plataforma i el vell continent.

### Regió de Sahul i el continent Austràlia
L'anomenat  continent australià  equival geogràficament a Sahul. No hi ha actualment uniformitat de criteris per definir el nombre i la naturalesa dels continents de la Terra, de manera que en altres cultures o llengües com l'anglès, en lloc d'Oceania es prefereix l'ús de  continent australià  o simplement  Austràlia  la qual cosa genera una ambigüitat entre el país Austràlia i el continent amb el mateix nom. En canvi l'ús d'Oceania com a continent, és un concepte més ampli i tradicional que s'usa en gran part del món, com és el cas de Llatinoamèrica i el Sud d'Europa.
Altres termes per referir-se a aquesta regió usats per biòlegs i arqueòlegs són  Meganesia ,  Australínea  i  Austràlia-Nova Guinea . En tots aquests casos la definició i límits varien segons diversos criteris poden ser equivalent a Sahul o incloure més parts d'Oceania com Nova Zelanda o Polinèsia. Un altre terme és Oceania Propera, usat en l'àmbit lingüístic i altres àmbits, el qual defineix la part oest de Melanèsia i de vegades inclou a Austràlia.

## Geografia
Ocupa una àrea total d'uns 8.560.000 km². La Mancomunitat d'Austràlia ocupa la major part de la l'àrea, aquella i les illes adjacents estan connectades per una plataforma continental poc profunda (50 m) que cobreix uns 2.500.000 km². Les illes de l'est de l'arxipèlag malai a partir de la línia de Wallace, incloent l'illa de Timor, no formen part de Sahul sinó que pertanyen a una regió frontissa entre Oceania i Àsia anomenada Wallacea.

## Geologia

Mapa de les plataformes continentals de Sahul i Sunda. L'àrea entre elles és «Wallacea».

La plataforma continental de Sahul es recolza principalment en la Placa Indoaustraliana.
Antigament estava unit a l'Antàrtida i va formar part del supercontinent meridional de Gondwana fins que la placa va començar a separar-se'n tot adreçant-se cap al nord. Durant la majoria del temps posterior a aquesta separació, Austràlia, Nova Guinea i Tasmània van romandre unides per ponts continentals a causa del baix nivell del mar, cosa que hi va permetre el pas dels animals i dels primers homes. Aquests ponts corresponen, en la part nord del continent, a l'actual mar d'Arafura, al mar de Timor, al golf de Carpentària i a l'estret de Torres, que separen Austràlia de les illes de la Wallacea i de l'illa de Nova Guinea, i al sud a l'estret de Bass, que separa Austràlia de Tasmània. Ara fa uns deu mil anys, en acabar-se la darrera glaciació i pujar el nivell del mar aquests ponts continentals desaparegueren i l'antic continent va restar trencat en una àrida massa de terra de poca alçada (Austràlia) i dues illes muntanyenques (Nova Guinea i Tasmània).

## Biologia
En tota la zona es va desenvolupar una flora i una fauna úniques. Els monotremes i els marsupials també van existir en altres continents, però només a Austràlia i a Nova Guinea es van convertir en espècies dominants. La diversitat aviària també va florir, en particular l'ordre dels passeriformes, el qual es va escampar per tot el món i comprèn més de la meitat de les espècies d'ocells vivents. Alguns animals com els macròpodes, els monotremes i els casuaris són endèmics a la regió de Sahul.

## Antropologia
A mitjan segle xx l'antropòleg Carleton S. Coon va sostenir que els aborígens d'Austràlia, Nova Guinea i Tasmània provenen d'un mateix grup humà primigeni. En els darrers 20 anys s'ha demostrat que, en l'aspecte genètic, hi ha una antiga relació entre els aborígens australians i els papús, que ve de l'època de les primeres migracions humanes en el Plistocè. També hi ha més de 40 jaciments, amb abundants manifestacions d'art i ornamentació personal, localitzats en el continent Sahul, que demostren aquesta relació. Se'ls atribueix, per radiocarboni, una antiguitat entre els 40.000 i 30.000 anys.